# Spring Valley (Ohio)
Pour les articles homonymes, voir Spring Valley.
Spring Valley est un village américain situé dans le comté de Greene, dans l'Ohio. Selon le recensement de 2010, sa population est de 479 habitants.